# Kumm-Discgolf-Parcours
Der Kumm-Discgolf-Parcours (Eigenschreibweise: KUMM Discgolf Parcours) ist eine der beiden oberösterreichischen Sportstätten für Discgolf. Die Anlage befindet sich in der Marktgemeinde St. Thomas am Blasenstein im Bezirk Perg in der Region Strudengau und wird vom Verein Kumm-Disc-Golf („Komm-und-mach-mit-Disc-Golf“) betrieben.

## Lage und Beschreibung
Die 18 zwischen 45 und 200 Meter langen Discgolfbahnen sind in zwei Schleifen zu je neun Bahnen auf einer Fläche von etwa 12 Hektar Wiesen- und Waldflächen verteilt und bieten drei Schwierigkeitsstufen. Das Design des Parcours stützt sich auf das hügelige, teilweise bewaldete Gelände.
Der am ersten Augustwochenende 2011 zunächst mit neun Bahnen eröffnete und grundsätzlich ganzjährig bespielbare Permanent-Parcours befindet sich etwa vier Kilometer westlich des Ortszentrums von St. Thomas auf der Liegenschaft des Holzbildhauers Karl Buchberger (vulgo Großrenold) und bildet gleichzeitig ein Freiluftatelier für dessen mit einer Kettensäge hergestellten Holzskulpturen. 
Die Sportstätte ist für die Durchführung nationaler und internationaler Turniere ausgelegt und wurde als LEADER-Projekt der Region Strudengau mit EU-Geld gefördert.